# Theodor Fontane
Theodor Fontane (Neuruppin, 30. prosinca 1819. – Berlin, 20. rujna 1898.), njemački književnik.
Podrijetlom je iz obitelji francuskih emigranata hugenota. Isprva je djelovao kao ljekarnik, a zatim novinar, ratni dopisnik i kazališni kritičar. Bio je tajnik Akademije umjetnosti u Berlinu. Po uzoru na engleske i škotske balade piše sjetne lirske sastavke s motivima iz zavičaja i pruske povijesti. Tek kao 60-godišnjak počinje pisati romane i pokazuje se kao klasičan slikar berlinskog građanstva. Jedan je od najznačajnih njemačkih romantičara realizma. Njegovim remek-djelom smatra se "Effi Briest" (1894.), jedan od najslavnijih njemačkih romana svih vremena, koji je između ostaloga utjecao na "Obitelj Buddenbrook" Thomasa Manna.
Ostala djela:
- "U nepovrat"
- "Zabune, zablude" (Irrungen Wirrungen, 1888.)
- "Moje djetinjstvo"
- "Gospođa Jenny Treibel" (Frau Jenny Treibel, 1893.)